# Дакша

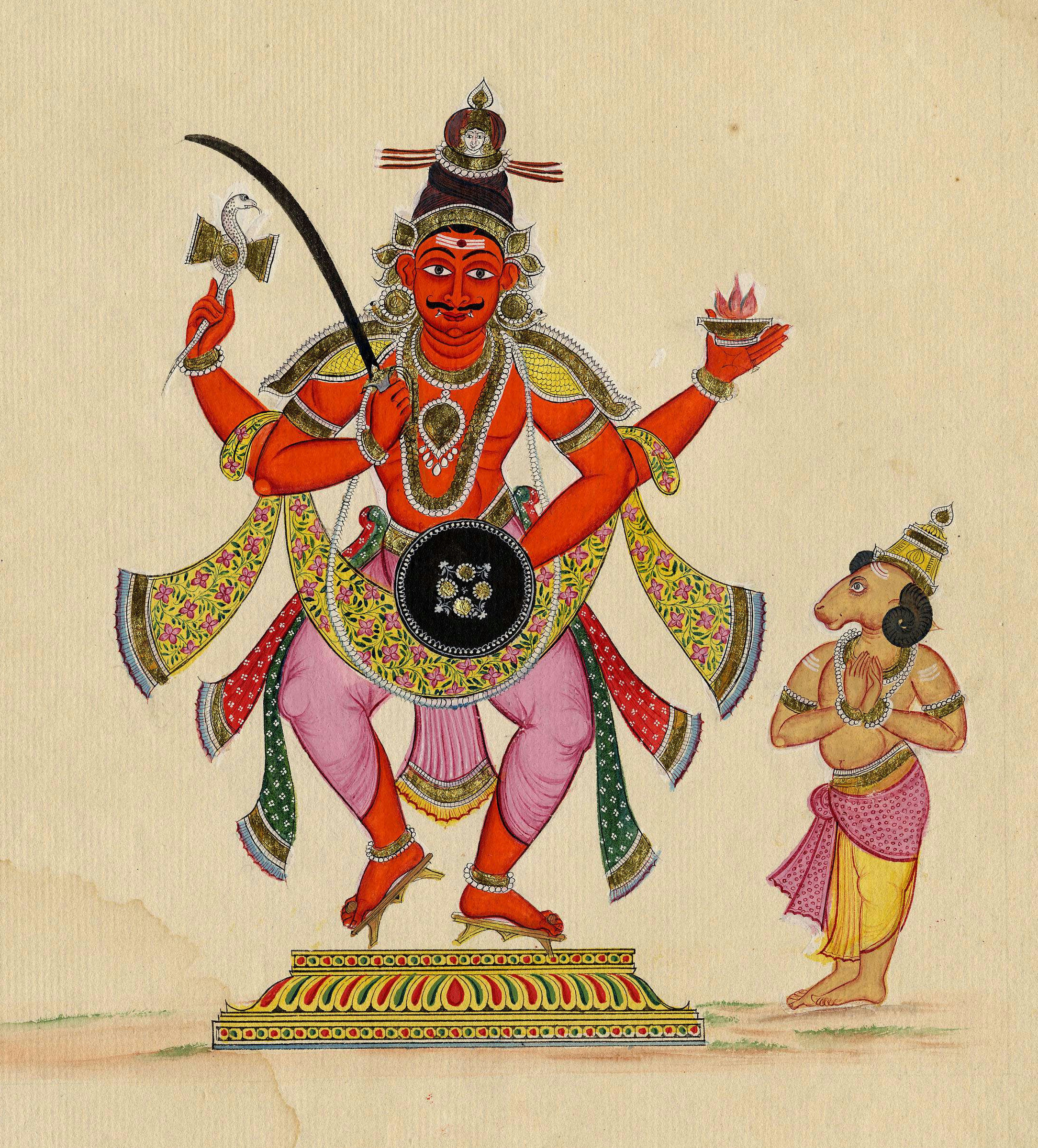
Дакша (праворуч) і Шива у формі Вірабхадри

Дакша (санскр. दक्ष, dakṣa IAST, «спритний», «здатний») — в ведійської і індуїстської міфології божество групи Адітьїв. 
Як ім'я бога зустрічається в Ріг-веді менше десятка разів; це слово використовується і як епітет Агні і Соми. Найвизначнішою рисою Дакші є те, що він народжений від Адіті і він же породив Адіті (РВ X, 72, 4-5). Подібний парадокс відзначений у РВ X, 5, 7, де не-суще і суще перебуває в лоні Адіті при народженні Дакши. Там же і особливо в РВ III, 27, 9 проявляється тісний зв'язок Дакши і Агні. У Ріг-веді (VI 50, 2; VIII 63, 10) його називають батьком богів, а в  Шатапатха-брахмані (II 4, 4, 2) Дакша ототожнюється з творцем Праджапаті . 
З Дакше пов'язана низка міфологічних мотивів та сюжетів, в яких підкреслюється його участь у творенні та його роль батька. 
Сам він вважається сьомим сином Брахми (або Праджапаті), який народився з великого пальця правої ноги творця ;. Дружиною Дакші стала Віріна, яка народилася з пальця лівої ноги творця  , яку ототожнюють з ніччю і звуть Дакші. Він називається першим або сьомим з Праджапаті і стоїть на чолі цієї групи . За іншими версіями, Дакша і 7 його синів з'явилися за Брахмою з величезного яйця . Часто його походження ведеться від Прачетас а або його 10 синів . У Дакши і його дружини було 50 (в деяких джерелах - 60) дочок, з них 13 (Адіті, Діти, Дану, Калака, Анаюс, Сінхіка, Муні, Кродха, Права, Арішта, Віната, Капіла, Кадру)  він віддав у дружини Кашьяпі, 27 - як уособлення сузір'їв місячного зодіаку стають дружинами Соми, а 10 - Кирті, Лакшмі, Дхріті, Медхі, пушту , шраддха, Крія, Буддхи, Ладджа, Мати - бога справедливості Дхарми (за деякими версіями, ще 10 - дружинами Ману ). Старша дочка Дакши Діти стала матір'ю Дайті, друга дочка Дану - матір'ю данавів, а третя Адіті - матір'ю адітьїв і, отже, самого Дакши (див. Шатапатха-брахмана, XI, Махабхарата, XII). У  пуранах Дакша виступає також як батько дружини Шиви - Саті, яка після їх сварки спалює себе на вогнищі . Саме Дакша призводить Шиві його буйвола. 
Найвідоміший міф, пов'язаний з Дакшею, викладає історію його жертвопринесення (Махабхарата, Айтарея-брахмана та ін): для спокутування гріха владика створінь Дакша на вершині гори Хімават (або біля витоків Гангу) влаштовує перше жертвоприношення, скликавши всіх богів, окрім Рудри; розгніваний Рудра у вигляді Вірабхадри пронизує жертву стрілою, і вона перетворюється в сузір'я Мрігашірша - «голова антилопи»; далі Рудра нападає на богів, завдає їм каліцтва, зокрема, ламає руки Савитар у, вибиває зуби Пушан у, знищує очі Бхагі і в кінці він зносить голову Дакші . Знайти її ніде не можуть і приставляють Дакші цапову голову, з якою він звичайно представлений в іконографії індуїзм а. Цей має міф кілька інших варіантів . 
У Махабхараті  і в деяких інших джерелах також розповідається про те, як бог місяця Сома взяв собі за дружину 27 дочок Дакші, але ділив любовні втіхи тільки з Рохіні. Дакша неодноразово закликав припинити гріховний спосіб життя, але Сома не слухав його. Тоді Дакша прокляв Сому і той став чахнути; одночасно стали чахнути рослини і тварини. Стривожені боги упросили Дакшу змилуватися над Сомою. У Харівамші також відзначений мотив перетворення Вішну в Дакшу і створення ним різних істот. 
Ведичний Дакша безперечно пов'язаний з післяведійським, але останнього відрізняє та легкість, з якою він входить в різні сюжети і в різні напрямки індуїзму (шиваїзм, вішнуїзм).